# Valore attuale delle opportunità di crescita
Il valore attuale delle opportunità di crescita di un'azienda (abbreviato: VAOC o VANOC) misura quanto un'azienda stia investendo nei suoi sviluppi futuri. Per una Società per azioni il VAOC è dato dalla differenza tra il prezzo delle azioni se questa non distribuisce dividendi e il prezzo delle azioni se li distribuisce.
{\displaystyle VAOC=P(nodiv)-P(div)}

## Calcolo del VAOC
Se un'azienda decide di non investire nulla e distribuire tutti gli utili agli azionisti, ciascun anno, il prezzo dell'azione, secondo la regola del DCF (Discounted Cash Flow), sarà pari a:
{\displaystyle P_{0}={\frac {EPS_{1}}{r}}}
Pari al valore attuale del rendimento atteso
Dove r è il tasso di rendimento caratteristico del mercato mobiliare, per aziende con una pari distribuzione di probabilità del rischio dell'azienda in questione. EPS1 sono gli utili distribuiti l'anno prossimo a ciascun'azione. P0, il prezzo attuale di ciascun'azione.
Qualora l'azienda decida di investire trattenendo degli utili, per crescere economicamente, il prezzo delle azioni dell'azienda si aggiornerà tenendo conto del valore aggiunto che l'investimento conferisce all'azienda:
supponiamo che appunto dall'anno 1, l'azienda decida di trattenere il 33% degli utili (quantità chiamata Rr ovvero retention rate o in alternativa tasso di ritenzione degli utili) e che trovi il modo per reinvestirli ottenendo un ROE costante del 9%
definendo g come il tasso atteso di crescita dei dividendi g = 0.33 x 0.09 si può ottenere che il valore attuale netto dell'incremento di guadagno annuale dovuto al progetto risulterà, nel primo anno (chiamando EPS gli utili per azione):
{\displaystyle VAN_{1}=-EPS_{1}Rr+{\frac {EPS_{1}RrROE}{r}}}
Nel secondo:
{\displaystyle VAN_{2}=-EPS_{2}Rr+{\frac {EPS_{2}RrROE}{r}}=-EPS_{1}(1+g)Rr+{\frac {EPS_{1}(1+g)RrROE}{r}}=VAN_{1}(1+g)}
Se utilizziamo quindi la formula del DCF otteniamo che l'investimento ha un valore attuale di
{\displaystyle VA={\frac {VAN_{1}}{(r-g)}}}
E questo è detto valore attuale delle opportunità di crescita:
{\displaystyle VAOC={\frac {VAN_{1}}{(r-g)}}}

## Deduzioni offerte dal VAOC
Con questo criterio si può quindi 
suddividere il prezzo (valore attuale) di un'azione in due parti: gli utili fissi e le opportunità di crescita:
{\displaystyle P_{0}={\frac {EPS_{1}}{r}}+VAOC}
A seconda che il VAOC sia più o meno responsabile del prezzo corrente delle azioni, si può dire che l'azienda è solida e non mira più ad espandersi (quando il VAOC influisce scarsamente nel prezzo delle azioni) oppure che è dinamica e punta tutto sulla sua crescita futura (E in questo caso il VAOC determina una buona fetta del prezzo delle azioni)